# Хирургический шов

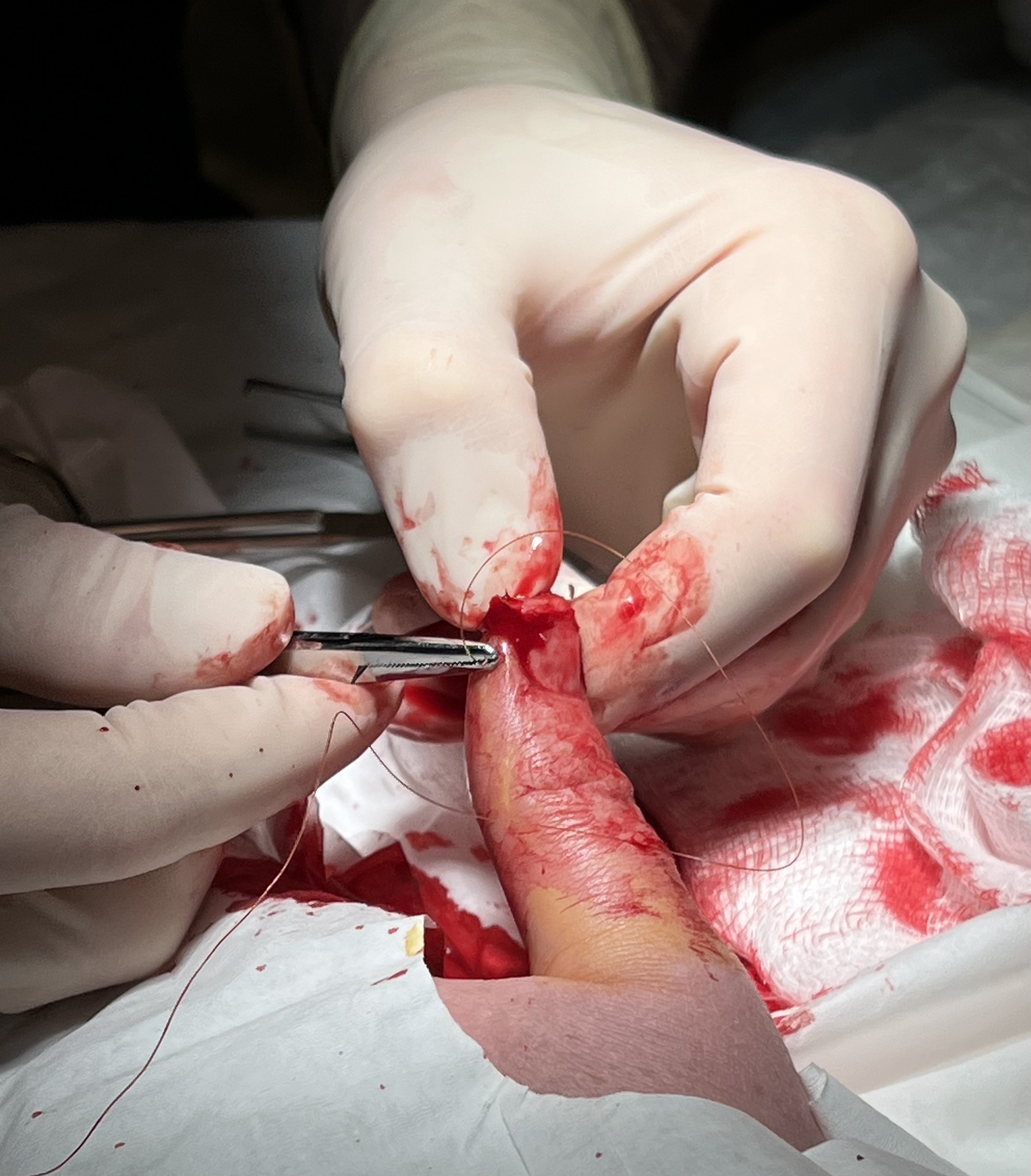
Хирург производит наложение шва для закрытия раны на большом пальце пациента

Хирургический шов (также известный как стежок) — наиболее распространенный способ соединения биологических тканей и сближения краев раны после травмы или операции. Применение обычно предполагает использование иглы с прикрепленной нитью (шовного материала). Существует множество типов швов, которые различаются формой и размером иглы, а также материалом и характеристиками нити. Выбор хирургического шва определяется параметрами и расположением раны или конкретных тканей тела, подлежащих сближению.
При выборе иглы, нити и типа наложения швов для конкретного пациента, медицинский работник должен учитывать прочность на разрыв конкретной шовной нити, необходимую для эффективного удержания тканей вместе, в зависимости от механических и срезающих сил, действующих на рану, как и предполагаемую толщину соединяемой ткани. Необходимо также учитывать эластичность и адаптивность нити к различным тканям, как и "память" материала нити. Различные характеристики шовного материала приводят к разной степени реакции тканей, и хирург должен выбрать шовный материал, который сводит к минимуму реакцию тканей, сохраняя при этом соответствующую прочность на растяжение.

## Иглы

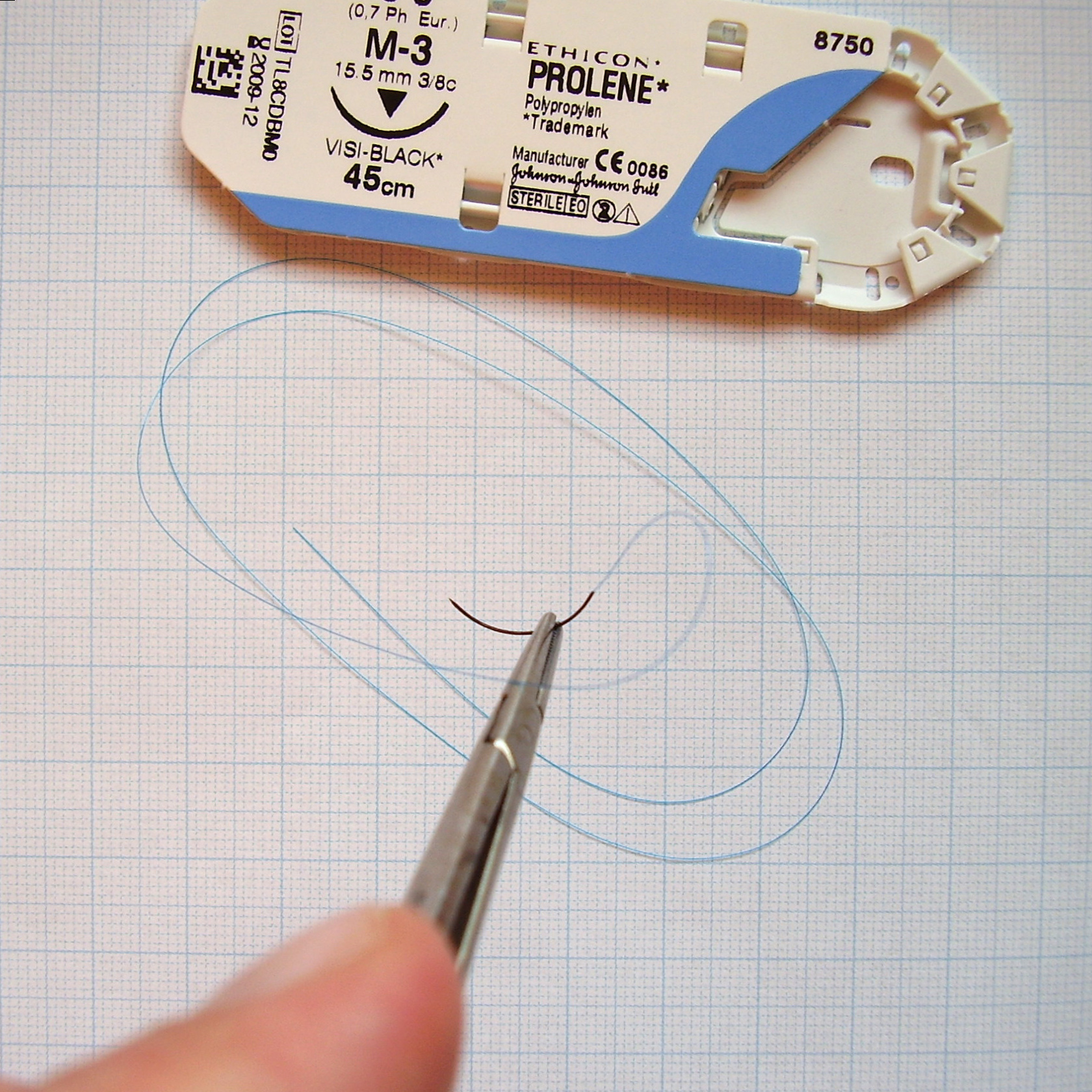
Комплект для наложения швов: атравматическая хирургическая игла с обжатой полипропиленовой нитью, зажатая в иглодержателе. Упаковка комплекта в верхней части картинки

Исторически хирурги использовали многоразовые иглы с отверстиями (так называемыми «ушками»), которые поставлялись отдельно от шовной нити. Такую нить необходимо продеть на месте, как это делается при шитье или вышивании. Преимущество этого подхода в том, что возможна любая комбинация ниток и игл, подходящая для конкретной работы.
Обжимные или атравматические иглы с нитями состоят из предварительно упакованной иглы без ушка, прикрепленной к шовной нити определенной длины. Производитель шовного материала прижимает шовную нить к атравматичной игле без ушка при изготовлении. Главное преимущество этого метода заключается в том, что врачу или медсестре не нужно тратить время на вдевание нити в иглу, что может быть затруднительно для очень тонких игл и нитей. Кроме того, шовный конец обжатой иглы уже, чем корпус иглы, что исключает сопротивление в месте прикрепления нити. В иглах с ушком нить выступает из тела иглы с обеих сторон и в лучшем случае вызывает сопротивление. Таким образом, при прохождении через рыхлые ткани, комбинация иглы с отверстием и шовного материала может травмировать ткани сильнее, чем обжатая игла, отсюда и обозначение последней как «атравматической».
Существует несколько форм хирургических игл. К ним относятся:
- Прямые;
- с изгибом в 1/4 круга;
- с изгибом в 3/8 круга;
- с изгибом в 1/2 круга. Подтипы этой формы иглы включают (от большего к меньшему размеру) CT, CT-1, CT-2 и CT-3;[4]
- с изгибом в 5/8 круга;
- составная кривая;
- полуизогнутые (также известные как лыжи);
- полуизогнутые на обоих концах с прямым сегментом (также известный как каноэ).

Конструкция иглы "лыжи" и "каноэ" позволяет изогнутым иглам быть достаточно прямыми для использования в лапароскопической хирургии, когда инструменты вводятся в брюшную полость через узкие канюли.
Иглы также можно классифицировать по геометрии их острия.

## Шовный материал
Шовный материал классифицируется по структуре и свойствам.
Структура шовного материала:
- Мононить или одноволоконная (монофиламентная) — нить, состоящая из единого цельного волокна. Она имеет гладкую ровную поверхность.
- Полинить или многоволоконная (полифиламентная), которая бывает кручёной или плетёной.

Свойства шовного материала
- рассасывающийся;
- условно рассасывающийся;
- нерассасывающийся.

## Техники

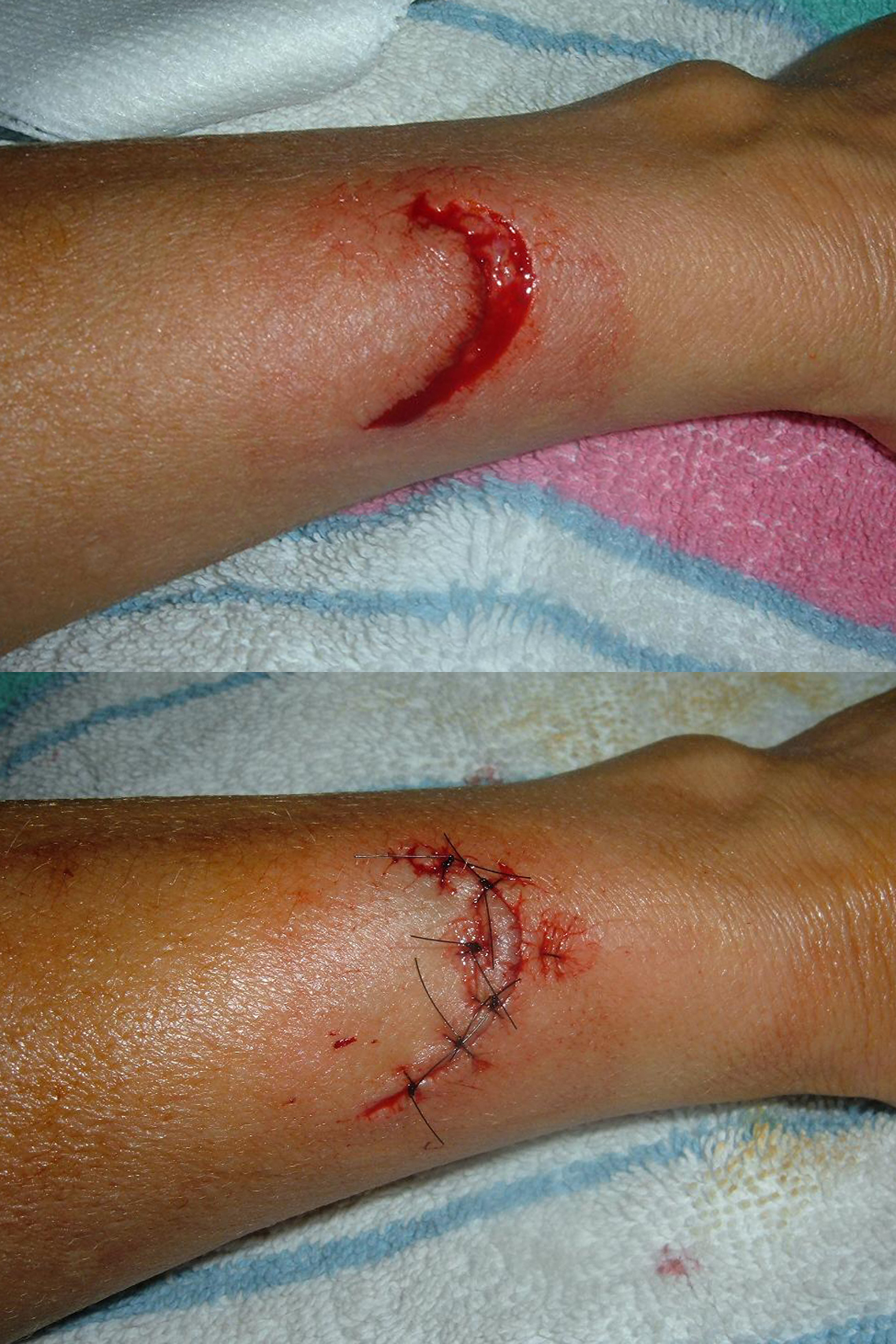
Рана до и после наложения швов. Наложение включает пять простых прерывистых стежков и один вертикальный матрацный шов (в центре) на верхушке раны.

Существует множество различных техник наложения хирургических швов. Наиболее распространенным является простой прерывистый шов (стежок), который действительно является самым простым в исполнении и называется «прерывистым», поскольку шовная нить разрезается между каждым отдельным стежком.
Вертикальный и горизонтальный матрацные швы также являются прерывистыми, но они более сложны и предназначены для выворачивания кожи и распределения натяжения.
"Бегущий" или непрерывный шов выполняется быстрее, но несет риск разрыва, если шов разрезан только в одном месте; непрерывный закрепочный шов в некотором смысле является более безопасной версией. 
Грудной дренажный шов и угловой шов являются вариациями горизонтального матрацного шва.
Другие швы или методы наложения швов включают:
- Кисетный шов — непрерывный круговой переворачивающий шов, предназначенный для обеспечения сближения краев хирургической или травматической раны.[6]
- Шов «восьмерка»
- Подкожный шов. Является непрерывным швом, при котором игла входит и выходит из эпидермиса вдоль плоскости кожи. Этот стежок предназначен для сближения поверхностных краев кожи и обеспечивает наилучший косметический результат. Поверхностные зияющие раны можно эффективно уменьшить, используя непрерывные подкожные швы.[7] Остается неясным, могут ли подкожные швы снизить частоту инфекций в области хирургического вмешательства по сравнению с другими методами наложения швов.[8]

##### Наложение
Швы накладываются путем установки иглы с прикрепленным шовным материалом в иглодержатель. Острие иглы вдавливается в плоть, продвигается по траектории изгиба иглы до тех пор, пока не выйдет наружу, и вытягивается. Затем тянущаяся нить завязывается узлом, обычно квадратным или хирургическим. В идеале, швы сближают края раны, не вызывая вмятин или побледнения кожи для избежания нарушения/затруднения кровоснабжение и, как следствие, увеличение рисков инфицирования и образование рубцов. В идеальном исполнении, зашитая кожа слегка выворачивается наружу от раны (выворот), а глубина и ширина зашитой плоти примерно равны. Наложение варьируется в зависимости от местоположения.

##### Интервал и расстояние между стежками
Кожа и другие мягкие ткани могут значительно растягиваться под нагрузкой. Чтобы выдержать такое растяжение, непрерывные стежки должны иметь достаточный провис.
Правило Дженкина было первым результатом исследования в этой области, показавшим, что типичное для того времени соотношение длины шва (ДШ) к длине раны (ДР) — 2:1 — увеличивало риск разрыва раны. Результаты исследования предлагали использование соотношение ДШ:ДР, равное 4: 1 или более при ранениях живота. Более позднее исследование показало, что оптимальное соотношение при закрытии брюшной полости составляет 6:1.

##### Слои
В отличие от однослойного наложения швов, двухслойное обычно предполагает наложение швов на более глубоком уровне ткани с последующим наложением еще одного слоя на более поверхностном уровне. Например, кесарево сечение может быть выполнено с однослойным или двухслойным ушиванием разреза матки.

##### Удаление
Хотя некоторые швы предназначены для постоянного использования, а другие, в особых случаях, могут оставаться на месте в течение длительного периода, как правило, швы представляют собой изделие кратковременного действия, способствующие заживлению травмы или раны.
Различные части тела заживают с разной скоростью. Общее время снятия швов может быть разным: 
- на лице — 3–5 дней;
- на голове — 7–10 дней;
- на конечности — 10–14 дней;
- у суставов — 14 дней;
- на туловище — 7–10 дней.

Швы обычно снимают с помощью щипцов, удерживающих шовную нить в устойчивом положении, и заостренных лезвий скальпеля или ножниц для разрезания. По практическим соображениям два инструмента (щипцы и ножницы) поставляются в стерильном наборе. В некоторых странах (например, в США) эти наборы продаются в стерильных одноразовых лотках из-за высокой стоимости очистки и повторной стерилизации.

##### Расширения
Заложенный шовный материал — это шовный материал, который поддерживается тампоном, то есть небольшой плоской неабсорбирующей подушечкой, обычно состоящей из политетрафторэтилена, используемой в качестве контрфорса под швами, когда существует вероятность прорыва швов через ткань.

## Тканевые клеи
Цианоакрилатные клеи для местного применения (близкие к суперклею) используются в сочетании с шовными материалами или в качестве альтернативы им при закрытии ран. Клей остается жидким до тех пор, пока не подвергнется воздействию воды или водосодержащих веществ/тканей, после чего он отверждается (полимеризуется) и образует связь с подлежащей поверхностью. Было показано, что тканевый клей действует как барьер для проникновения микробов, пока клейкая пленка остается неповрежденной. Ограничением использования тканевых клеев являются противопоказания к использованию вблизи глаз и необходимость наличия знаний и опыта по правильному применению. Тканевые клеи также не подходят для мокнущих или потенциально загрязненных ран.
Является менее эффективным при использовании в области хирургических разрезов — раны часто разрываются.
Цианоакрилат — это общее название быстродействующих клеев на основе цианакрилата, таких как метил-2-цианоакрилат, этил-2-цианакрилат (обычно продаваемый под торговыми названиями, такими как Суперклей) и н-бутилцианоакрилат. Кожные клеи, такие как Indermil и Histoacryl, были первыми тканевыми клеями медицинского назначения, которые состояли из н-бутилцианакрилата. Данные клеи хорошо работали, но требовали хранения в холодильнике. Они были экзотермическими, поэтому обжигали пациента, а соединение было хрупким. В настоящее время предпочтительным клеем медицинского назначения является полимер с более длинной цепью — 2-октилцианакрилат. Он доступен под различными торговыми названиями, такими как LiquiBand, SurgiSeal, FloraSeal и Dermabond. Их преимущества заключаются в большей гибкости, более прочном соединении и простоте использования. Типы более длинных боковых цепей, например октильные и бутильные формы, также снижают реакцию тканей на контакт с клеем.